# Zomernacht in Griekenland
Zomernacht in Griekenland is een lied van de Nederlandse zanger Marco Schuitmaker. Het werd in 2018 en in 2023 als single uitgebracht. 

## Achtergrond
Zomernacht in Griekenland is geschreven door Christiaan Hulsebos en Uwe Busse. Het is een nummer dat past in de genres volkspop en nederpop. Het is een bewerking van het nummer Sommernacht in Griechenland van Die Flippers uit 1996. In het lied is ook de melodie verwerkt van De dans van Zorba. Schuitmaker nam het lied eerder al in 2018 op en bracht het als single uit, maar had toen geen succes ermee. In 2023 werd een heruitgave van de single door de zanger gepresenteerd, volgend op het succes van Engelbewaarder.  In het lied zingt de artiest over een avond die hij heeft beleefd met zijn geliefde in Griekenland.

## Hitnoteringen
De zanger had weinig succes met het lied. Er was geen notering in de Single Top 100 en ook de Top 40 werd niet bereikt. Bij laatstgenoemde was er wel de zestiende plaats in de Tipparade. 